# Алиханов, Алихан Атаевич
Алихан Атаевич Алиханов (1912 год, Эндирей, Терская область — 1981 год, там же) — организатор сельскохозяйственного производства, заслуженный полевод Дагестана.

## Биография
Родился в 1912 году в селе Эндирей Терской области. Кумык.

## Учёба
Учился в медресе, сельской школе. В дальнейшем окончил школу рабочей молодёжи в Хасавюрте. В 1931-34 гг. учился в сельхозрабфаке (г. Буйнакск). Затем окончил курсы при Кубанском сельхозинституте.

## Трудовая деятельность
С 1926 по 1941 годы работал на различных должностях в колхозе имени Ленина Хасавюртовского района. С марта 1941 года — председатель колхоза имени Ленина.
После демобилизации из рядов Красной Армии (в 1946 году) был вновь избран председателем родного колхоза.

## Участие в ВОВ
В 1941—1946 гг. воевал в составе Южного, Степного, Сталинградского и 2-го Прибалтийского фронтов ВОВ. Участвовал в боях под Сталинградом, на Курской дуге, в обороне Кавказа, за освобождение Прибалтики, в боях Восточной Пруссии. Был трижды ранен.
За активное участие в Великой Отечественной войне награждён многими орденами и медалями в том числе орденом Отечественной войны 2-й степени и медалью «За победу над Германией в ВОВ 1941—1945 гг.».

## Партийная деятельность
В 1946 г. демобилизован из рядов Советской Армии, и вновь избран председателем колхоза им. Ленина Хасавюртовского района Дагестанской АССР.
В 1970 году избран депутатом Верховного Совета СССР 8 созыва.

## Звания
- «Заслуженный работник сельского хозяйства ДАССР»
- «Отличник народного просвещения РСФСР»